# Sasafras
Sasafras (znanstveno ime Sassafras albidum), je listopadno drevo iz družine lovorovk.

## Opis
Izvor imena drevesa je nejasen, domneva pa se, da izvira iz imena, ki so ga drevesu dali severnoameriški staroselci s Floride. Sasafras lahko zraste do 20 metrov visoko in ima ravno steblo z razpokano skorjo. Krošnja drevesa je stožčasta, listi pa so v različnih fazah rasti različno oblikovani. Mladi listi so ovalni, starejši pa postanejo trokrpi. Včasih so tudi dvokrpi, in ostanejo taki v vseh fazah rasti. Po zgornji strani so listi gladki in živo zeleni, po spodnji strani pa so sivkasto zeleni. Drevo je dvodomno. Moški cvetovi so majhni in imajo devet prašnikov, venčnih listov pa nimajo. Tako ženski kot tudi moški cvetovi se pojavijo preden na drevesu poženejo listi. Plod drevesa so drobne rdeče-črne jagode, ki so na prvi pogled podobne rdečemu želodu s črno čepico. Peclji so enake rdeče barve kot spodnji del jagode.

## Razširjenost in uporabnost
Drevo je avtohtono na vzhodu ZDA, od tam pa so ga zaradi dišečih eteričnih olj raznesli po celem svetu. K temu je pripomogla tudi izjemna prilagodljivost drevesa, ki lahko uspeva skoraj na vseh delih sveta in skoraj na vseh podlagah. Ne prenese edino bazične zemlje. Razmnožuje se preko številnih stranskih poganjkov, ki poženejo na spodnjem delu debla.
V Evropo so drevo prinesli leta 1630. Eterična olja, ki so jih pridobivali predvsem iz korenin in njihovega ovoja, uporabljali pa so jih predvsem v zdravilstvu. Danes ta olja uporabljajo v kozmetični industriji.
Les drevesa je bledo oranžne barve in so ga v preteklosti uporabljali za izdelavo jamborov, telegrafskih drogov in železniških pragov]], saj je bil izjemno trpežen in v stiku z zemljo ni hitro propadel. Danes ga uporabljajo le še za izdelavo pohištva. 

## Galerija
- Deblo drevesa
- Trokrpi list